# فودای‌شی
فودای‌شی (انگلیسی: Fudaishi; ۱ ژانویهٔ ۰۴۹۷ – ۱ ژانویهٔ ۰۵۶۹) یک راهب بودایی چینی بود که بعدها در پانتئون بودایی ژاپن به عنوان خدای حامی کتابخانه‌ها معرفی شد.
او تجسم میروکو (مایتریا)، بودای موعود دانسته می‌شود.